# Eutreta mexicana
Eutreta mexicana är en tvåvingeart som beskrevs av Stoltzfus 1977. Eutreta mexicana ingår i släktet Eutreta och familjen borrflugor. Inga underarter finns listade i Catalogue of Life.